# Municipio de Hamilton (Illinois)
El municipio de Hamilton (en inglés: Hamilton Township) es un municipio ubicado en el condado de Lee en el estado estadounidense de Illinois. En el año 2010 tenía una población de 205 habitantes y una densidad poblacional de 2,22 personas por km².

## Geografía
El municipio de Hamilton se encuentra ubicado en las coordenadas 41°37′42″N 89°34′27″O / 41.62833, -89.57417. Según la Oficina del Censo de los Estados Unidos, el municipio tiene una superficie total de 92.51 km², de la cual 92,51 km² corresponden a tierra firme y (0 %) 0 km² es agua.

## Demografía
Según el censo de 2010, había 205 personas residiendo en el municipio de Hamilton. La densidad de población era de 2,22 hab./km². De los 205 habitantes, el municipio de Hamilton estaba compuesto por el 96,1 % blancos, el 1,46 % eran de otras razas y el 2,44 % eran de una mezcla de razas. Del total de la población el 2,44 % eran hispanos o latinos de cualquier raza.